# Super League V
Die Super League V (aus Sponsoringgründen auch als Tetley’s Bitter Super League V bezeichnet) war im Jahr 2000 die fünfte Saison der Super League in der Sportart Rugby League. Nachdem sie bereits den ersten Tabellenplatz nach Ende der regulären Saison belegten, schafften die Wigan Warriors es ins Super League Grand Final, in dem sie 16:29 gegen den St Helens RLFC verloren. Dieser gewann damit zum dritten Mal die Super League.

## Tabelle
|     | Team                       | Spiele | Siege | Unent. | Ndlg. | Spiel- punkte | Diff. | Tabellen- punkte |
| --- | -------------------------- | ------ | ----- | ------ | ----- | ------------- | ----- | ---------------- |
| 01. | Wigan Warriors             | 28     | 24    | 1      | 3     | 960:405       | + 555 | 49               |
| 02. | St Helens                  | 28     | 23    | 0      | 5     | 988:627       | + 361 | 46               |
| 03. | Bradford Bulls             | 28     | 20    | 3      | 5     | 1004:480      | + 596 | 43               |
| 04. | Leeds Rhinos               | 28     | 17    | 0      | 11    | 692:626       | + 66  | 34               |
| 05. | Castleford Tigers          | 28     | 17    | 0      | 11    | 585:571       | + 14  | 34               |
| 06. | Warrington Wolves          | 28     | 13    | 0      | 15    | 735:817       | - 82  | 26               |
| 07. | Hull FC                    | 28     | 12    | 1      | 15    | 630:681       | − 51  | 25               |
| 08. | Halifax Blue Sox           | 28     | 11    | 1      | 16    | 664:703       | − 39  | 23               |
| 09. | Salford City Reds          | 28     | 10    | 0      | 18    | 542:910       | - 368 | 20               |
| 10. | Wakefield Trinity Wildcats | 28     | 8     | 0      | 20    | 557:771       | − 214 | 16               |
| 11. | London Broncos             | 28     | 6     | 0      | 22    | 456:770       | − 314 | 12               |
| 12. | Huddersfield-Sheffield     | 28     | 4     | 0      | 24    | 502:1026      | − 524 | 8                |

## Playoffs

### Qualifikations/Ausscheidungs-Playoffs
| 22. September | St Helens | 16 : 11 | Bradford Bulls | Knowsley Road, St Helens Zuschauer: 8.864 Schiedsrichter: Russell Smith |
| 22. September |           |         |                | Knowsley Road, St Helens Zuschauer: 8.864 Schiedsrichter: Russell Smith |

| 23. September | Leeds Rhinos | 22 : 14 | Castleford Tigers | Headingley Carnegie Stadium, Leeds Zuschauer: 13.685 Schiedsrichter: Stuart Cummings |
| 23. September |              |         |                   | Headingley Carnegie Stadium, Leeds Zuschauer: 13.685 Schiedsrichter: Stuart Cummings |

| 29. September | Wigan Warriors | 16 : 54 | St Helens | JJB Stadium, Wigan Zuschauer: 19.186 Schiedsrichter: Stuart Cummings |
| 29. September |                |         |           | JJB Stadium, Wigan Zuschauer: 19.186 Schiedsrichter: Stuart Cummings |

| 30. September | Bradford Bulls | 46 : 12 | Leeds Rhinos | Odsal Stadium, Bradford Zuschauer: 15.077 Schiedsrichter: Russell Smith |
| 30. September |                |         |              | Odsal Stadium, Bradford Zuschauer: 15.077 Schiedsrichter: Russell Smith |

### Halbfinale
| 7. Oktober | Wigan Warriors | 40 : 12 | Bradford Bulls | JJB Stadium, Wigan Zuschauer: 14.620 Schiedsrichter: Russell Smith |
| 7. Oktober |                |         |                | JJB Stadium, Wigan Zuschauer: 14.620 Schiedsrichter: Russell Smith |

### Grand Final
| 14. Oktober 2000 | St Helens                                                                                     | 29 : 16        | Wigan Warriors                                              | Old Trafford, Trafford Zuschauer: 58.132 Schiedsrichter: Russell Smith |
| 14. Oktober 2000 | Versuche: Hoppe, Joynt (2), Tuilagi, Jonkers Erhöhungen: Long (4/5) Dropgoals: Sculthorpe (1) | (11:4) Bericht | Versuche: Farrell, Hodgson, Smith Erhöhungen: Farrell (2/3) | Old Trafford, Trafford Zuschauer: 58.132 Schiedsrichter: Russell Smith |

| 17                 | Paul Wellens      |
| 24                 | Steve Hall        |
| 3                  | Kevin Iro         |
| 15                 | Sean Hoppe        |
| 5                  | Anthony Sullivan  |
| 20                 | Tommy Martin      |
| 7                  | Sean Long         |
| 8                  | Apollo Perelini   |
| 9                  | Keiron Cunningham |
| 10                 | Julian O’Neill    |
| 22                 | Tim Jonkers       |
| 11                 | Chris Joynt       |
| 13                 | Paul Sculthorpe   |
| Auswechselspieler: |                   |
| 14                 | Freddie Tuilagi   |
| 23                 | Scott Barrow      |
| 26                 | John Stankevitch  |
| 12                 | Sonny Nickle      |

| 5                  | Jason Robinson |
| 2                  | Brett Dallas   |
| 1                  | Kris Radlinski |
| 3                  | Steve Renouf   |
| 26                 | David Hodgson  |
| 6                  | Tony Smith     |
| 7                  | Willie Peters  |
| 8                  | Terry O’Connor |
| 9                  | Terry Newton   |
| 10                 | Neil Cowie     |
| 11                 | Mick Cassidy   |
| 12                 | Denis Betts    |
| 13                 | Andrew Farrell |
| Auswechselspieler: |                |
| 14                 | Lee Gilmour    |
| 19                 | Chris Chester  |
| 17                 | Tony Mestrov   |
| 23                 | Brady Malam    |